# Petar Pejačević

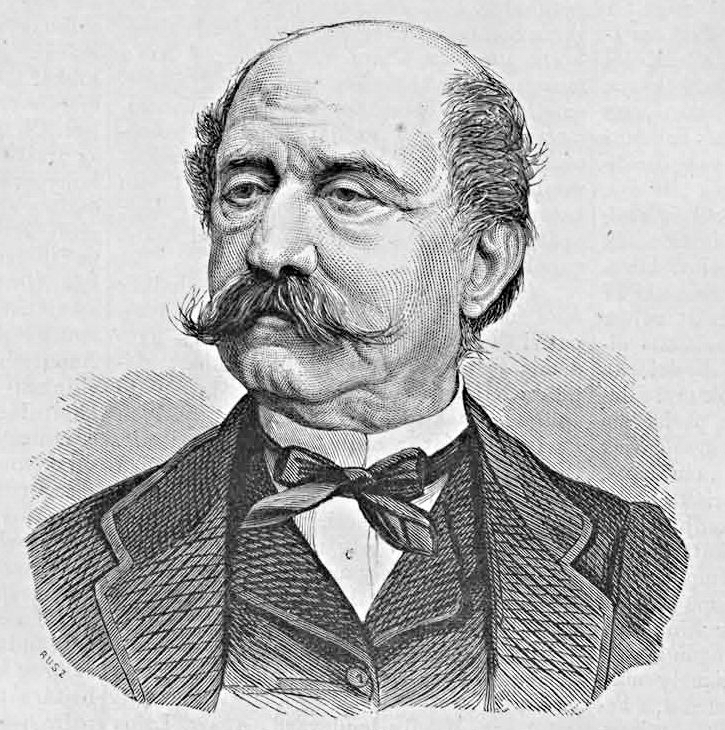
Petar Pejačević, 1871

Petar Graf Pejačević von Virovitica (ungarisch verőczei gróf Pejácsevich Péter, * 20. Februar 1804 in Preßburg; † 15. April 1887 in Wien) war ein kroatischer Politiker, Minister für Kroatien-Slawonien-Dalmatien (1871–1876) und Ritter des Ordens vom Goldenen Vließ.

## Leben
Pejačević entstammte einem alten kroatischen Adelsgeschlecht und studierte nach Besuch des Wiener Theresianums Jura in Preßburg. Während der Ungarischen Revolution 1848/49 stellte sich Pejačević entgegen vieler habsburgtreuer Kroaten offen auf die Seite der Ungarn und ließ als Vizegespan des Komitats Bjelovar-Križevci das Landgut von Joseph Jelačić von Bužim von Soldaten besetzen. 1851 bis 1859 war Pejačević Obergespan des Komitats Virovititz und später auch von Syrmien. In dieser Position nahm er auch an den Verhandlungen zum Ungarisch-Kroatischen Ausgleich (1868) teil. Nach Ernennung Koloman Bedekovićs zum Ban von Kroatien-Slawonien, wurde Pejačević 1871 zum Minister für Kroatien-Slawonien-Dalmatien ernannt, und diente damit als Bindeglied zwischen dem Königreich Ungarn und seinem Nebenland Kroatien-Slawonien. Nach seinem Rücktritt 1876 zog sich Pejačević auf sein Gut in Retfala (heute Teil von Osijek) zurück und wurde 1881 zum Ritter des Ordens vom Goldenen Vließ ernannt.